# Generator magnetohidrodinamic

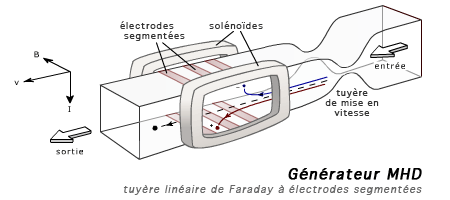
Generator magnetohidrodinamic

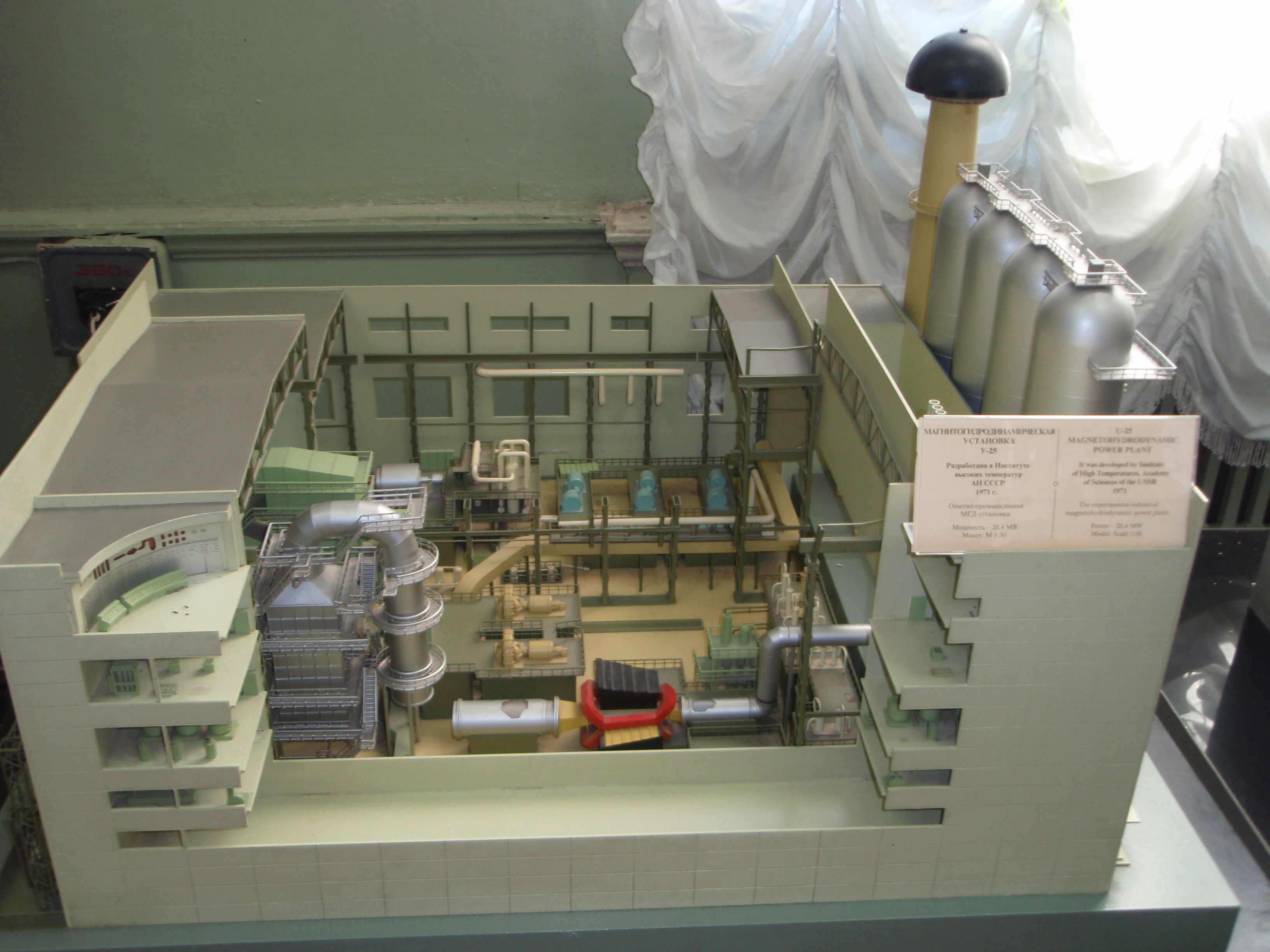
Generator magnetohidrodinamic U25

Generatorul magnetohidrodinamic este un dispozitiv care transformă energia termică direct în energia electrică. Se bazează pe acțiunea unui câmp magnetic transversal asupra unui gaz ionizat (plasmă) ce circulă între doi electrozi. Datorită forțelor Lorentz, ionii (+) și electronii (-) sunt dirijați în sensuri opuse și captați de electrozi, ceea ce duce la apariția unei diferențe de potențial electric între ei, luând naștere un curent continuu.